# Rahu (demon)
Rahu (devanagari: राहु) – imię demona w hinduizmie, syna Simhiki.

## Mitologia
Purany opisują, ubijanie oceanu Samudra Manthan,  w celu uzyskania napoju Amryta dającego nieśmiertelność. Brały w tej czynności udział demony i dewowie. Wisznu, przyjmujący postać kuszącej kobiety – Mohini, zajął się rozdawaniem dającego nieśmiertelność napoju za zgodą zarówno dewów i asurów. Rozdała nektar w ten sposób, że wszystko zostało przydzielone dewom. Jednak jeden z demonów, (Rahu), posiadający siłę mistyczną aby czytać myśli innych osób, przejrzał plan oszukania demonów i ukradkiem dołączył do szeregów dewów. Przebiegłość demona odkrył Surja i Ćandra. Mohini przecięła Asura na dwa kawałki swoją bronią (dyskiem, Sudarśana czakrą) ale ponieważ Rahu jednak zdążył wypić łyczek nektaru dającego nieśmiertelność głowa pozostała żywa a ciało umarło. Ten wspaniały czyn Mohini miał pokazać, że nektar jest cudowną ambrozją. Gdy głowa Rahu została oddzielona od ciała, ciało to – nie będąc dotkniętym przez nektar – nie mogło przetrwać.